# プリムリン
プリムリン(Primulin)は、アントシアニンの一種で、マルビジンの3-ガラクトシドである。カンザクラに含まれる。